# Neuwarmbüchen
Neuwarmbüchen ist eine Ortschaft der Gemeinde Isernhagen in der niedersächsischen Region Hannover.

## Geografie
Die Ortschaft liegt nordöstlich der Stadt Hannover. Der Sitz der Gemeinde Isernhagen befindet sich mit dem Rathaus in Altwarmbüchen.
Neuwarmbüchen unterteilt sich in zwei Ortsteile, den alten Ortskern und den Anfang der 1970er Jahre neu geschaffenen Ortsteil Gartenstadt Lohne. Die beiden Ortsteile grenzen von der Bebauung her nicht direkt aneinander und sind zum einen über einen etwa einen Kilometer langen Fuß- und Radweg miteinander verbunden, zum anderen über eine Stichstraße der Kreisstraße 116.

## Geschichte
Die durch das Gemeindegebiet fließenden Bäche Edder und Flöth werden aus verschiedenen Quellen gespeist. Überlieferungen zufolge würden einige dieser Quellen niemals zufrieren und deshalb als warme Quellen oder auch als „warme Brüche“ bezeichnet. Daraus leitet sich der Ortsname ab. Die Vorsilbe „Neu“ von „Warmbüchen“ führt zur naheliegenden Vermutung, dass es sich um eine jüngere Ortsgründung handelt. Jedoch gehörte das 1400 indirekt in einer Urkunde erwähnte „Nigen Werenboke“ sowie „Nienwarmböken“ (Urkunde von 1654) zu den ältesten Isernhagendörfern, das schon vor der systematischen Kolonisierung entstanden war. Neuwarmbüchen entstand etwa zwischen dem 11. und 13. Jahrhundert und verfügte bis ins 19. Jahrhundert über rund elf Hofstellen. Bis zum 17. Jahrhundert war Neuwarmbüchen im Besitz der Familie „von Ilten“. Neuwarmbüchen unterstand wie alle Dörfer des heutigen Isernhagen zum Zeitpunkt der urkundlichen Erwähnung herzoglichen Vasallen oder Verwaltungen. Ausnahme davon waren die Dörfer Kirchhorst und Großhorst, die im Eigenbesitz der Familie von Cramm waren. 1896 erwarb der Apotheker, Fabrikant und Politiker Gerhard Hoyermann das größtenteils auf dem Gebiet Neuwarmbüchens gelegene Gut Lohne. Er nutzte es als Versuchsgut für das von ihm entwickelte Düngemittel Thomasmehl.
Im Zuge der Gebietsreform in Niedersachsen, die am 1. März 1974 stattfand, wurden die zuvor selbständigen Gemeinden Altwarmbüchen, Kirchhorst und Neuwarmbüchen sowie der vier Isernhagen-Altdörfer (Farster Bauerschaft, Hohenhorster Bauerschaft, Kircher Bauerschaft und Niedernhägener Bauerschaft) in die neue Gemeinde Warmbüchen eingegliedert. Diese wurde am 1. Juni 1975 amtlich in Isernhagen umbenannt.

## Politik

### Ortsrat
Der Ortsrat von Neuwarmbüchen setzt sich aus sieben Ratsmitgliedern zusammen. Im Ortsrat befinden sich zusätzlich zwei beratende Mitglieder (SPD, FDP).
- CDU: 3 Sitze
- Gruppe FDP/Grüne: 2 Sitze
- SPD: 2 Sitze

(Stand: Kommunalwahl 12. September 2021)

### Ortsbürgermeister
Die Ortsbürgermeisterin ist Vanessa Schenke (CDU). Ihr Stellvertreter ist Marc Leppich (SPD).

### Wappen
Der Entwurf des Kommunalwappens von Neuwarmbüchen stammt von dem Heraldiker und Wappenmaler Gustav Völker, der zahlreiche Wappen in der Region Hannover erschaffen hat. Die Genehmigung des Wappens wurde am 1. Juni 1965 durch den Regierungspräsidenten in Lüneburg erteilt.
| Wappen von Neuwarmbüchen | Blasonierung: „In Grün oben ein silberner Ziegelschuppen mit drei Ständern und auf zwei übereinanderliegenden Brettern je sechs rote Ziegelsteine, hinter dem Dach ein hervorragender Schornstein. Unten über schwarzem Schildfuß, belegt mit einer liegenden, silbernen Wolfsangel, ein silberner Fluss mit aufsteigender Quelle.“ |
| Wappen von Neuwarmbüchen | Wappenbegründung: Das Wirtschaftsleben der Gemeinde Neuwarmbüchen wurde früher lange Zeit durch die Alte Ziegelei geprägt. Schon seit dem 17. Jahrhundert wurden dort Ziegel gebrannt. Aus diesem Grund enthält das Wappen von Neuwarmbüchen auch einen Ziegelschuppen. Des Weiteren ist ein Flussverlauf dargestellt, der den nahegelegenen Fluss Wietze, der aus den Bächen Edder und Flöth entsteht. Die im unteren Bereich des Wappens dargestellte Wolfsangel soll die Zugehörigkeit zum ehemaligen Landkreis Burgdorf deutlich machen, der ebenfalls eine Wolfsangel im Wappen führt. |

## Kultur und Sehenswürdigkeiten

### Fotogalerie

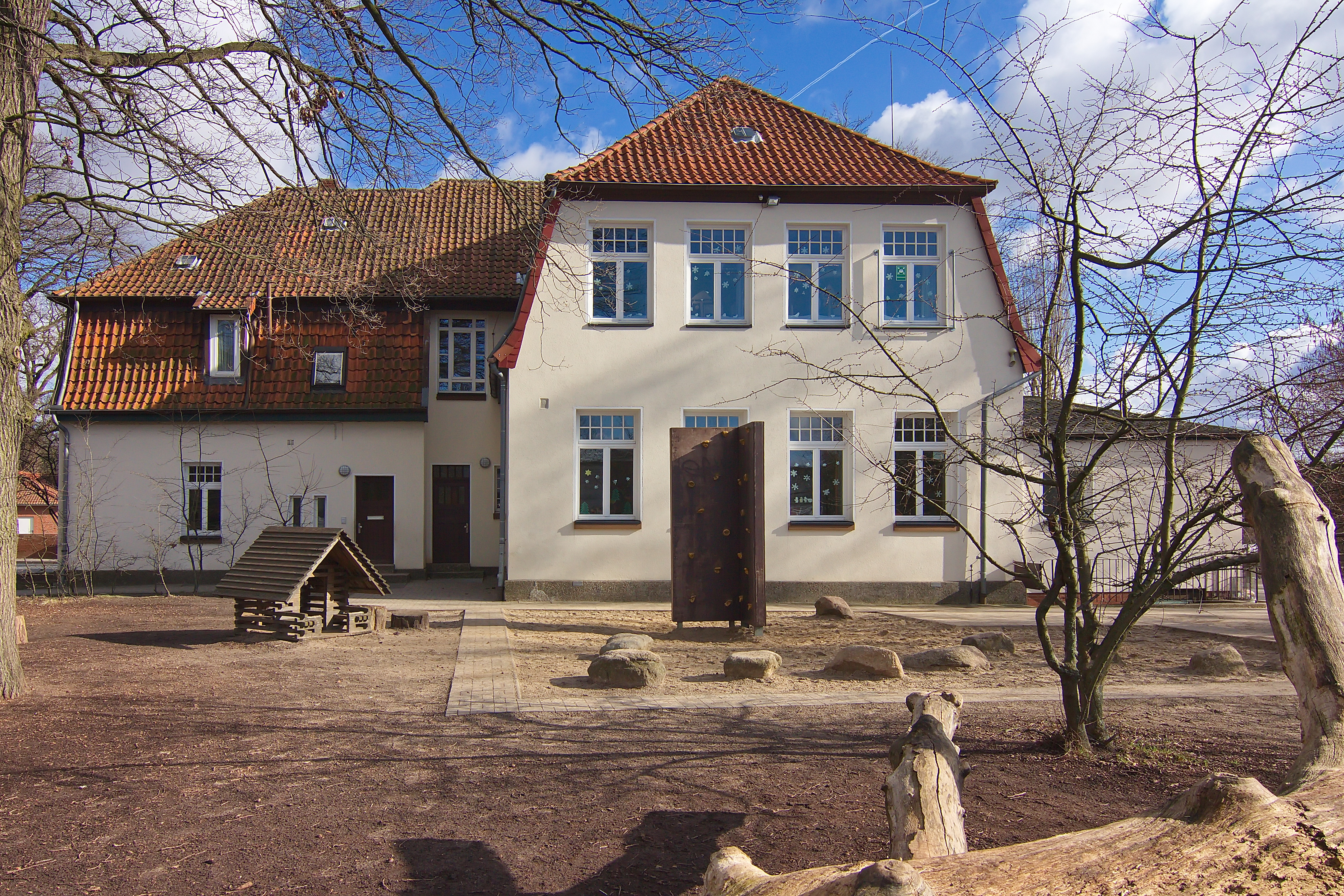
Grundschule
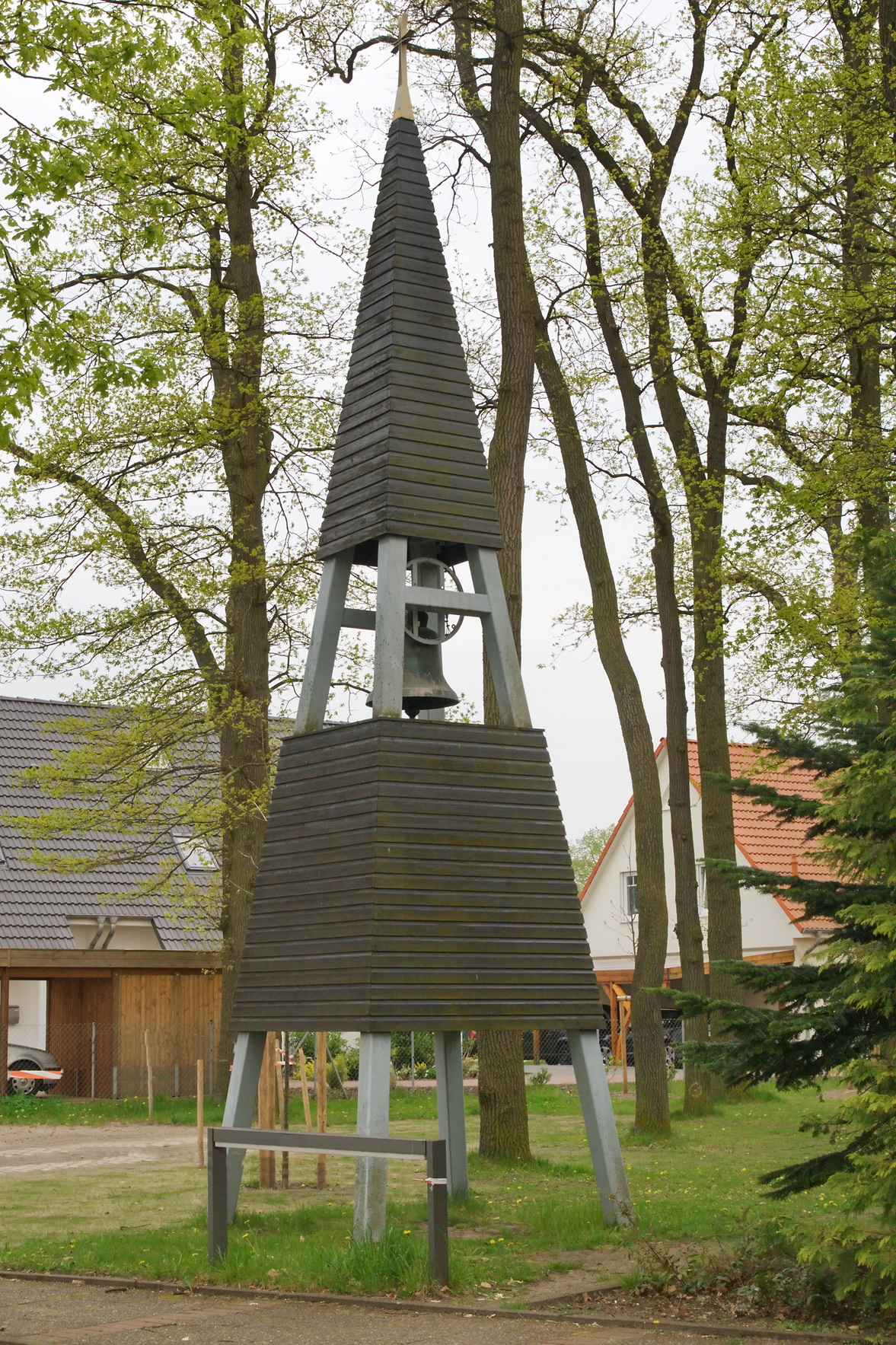
Glockenträger vor dem Haus der Begegnung in Neuwarmbüchen
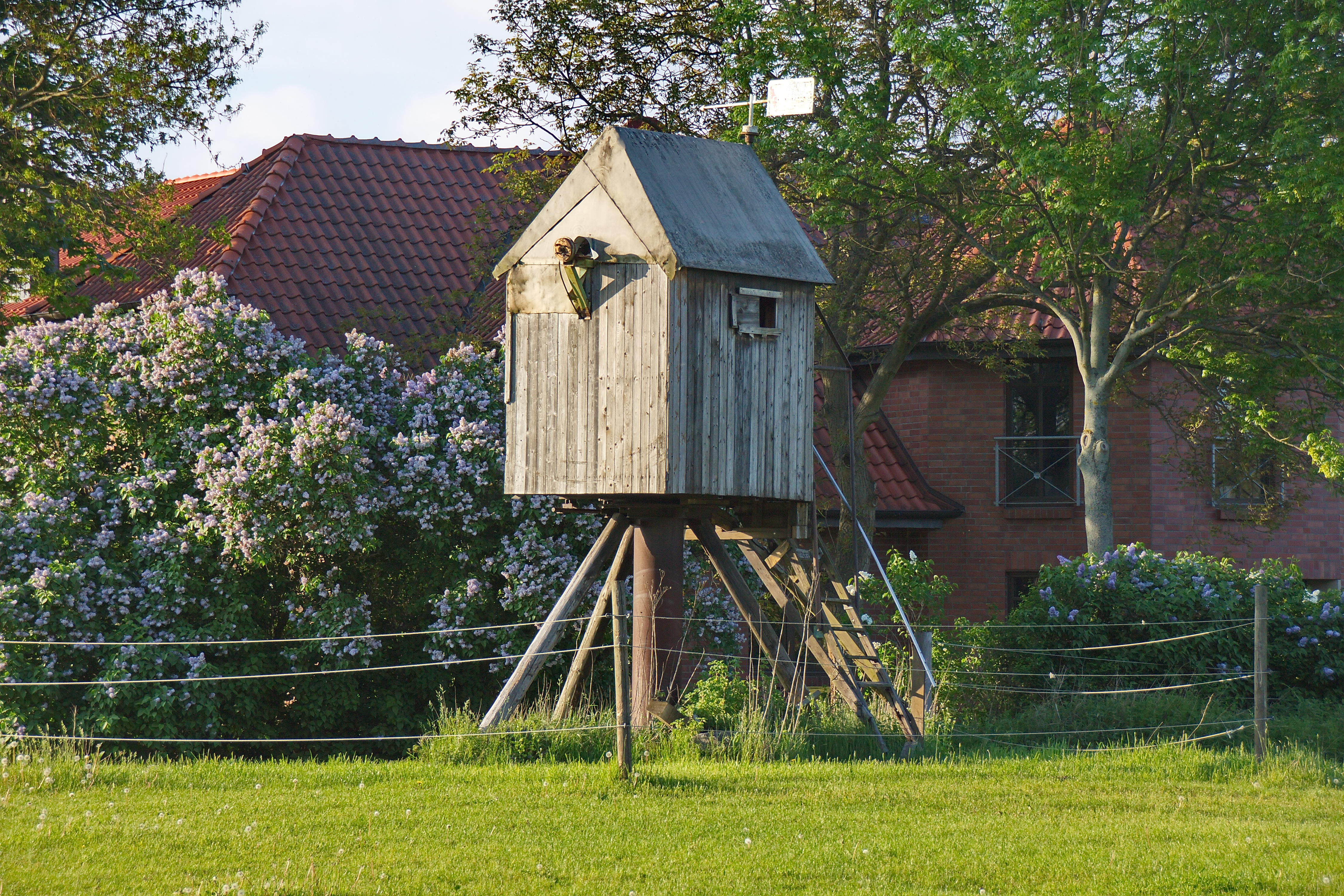
Heisterholz-Mühle

## Wirtschaft und Infrastruktur
Bildung und Öffentliche Einrichtungen
- Grundschule
- Kindergarten